# La Playa D.C.
La Playa D.C. é um filme de drama colombiano de 2012 dirigido e escrito por [[]]. Foi selecionado como representante da Colômbia à edição do Oscar 2013, organizada pela Academia de Artes e Ciências Cinematográficas.

## Elenco
- Luis Carlos Guevara - Tomás
- Jamés Solís - Chaco
- Andrés Murillo - Jairo